# 546 TCN
546 TCN là một năm trong lịch La Mã.